# Гайдукі-Ниські
Гайдукі-Ниські (пол. Hajduki Nyskie, нім. Heidau) — село в Польщі, у гміні Ниса Ниського повіту Опольського воєводства.
Населення — 707 осіб (2011).

## Демографія
Демографічна структура станом на 31 березня 2011 року:
|          | Загалом | Допрацездатний вік | Працездатний вік | Постпрацездатний вік |
| -------- | ------- | ------------------ | ---------------- | -------------------- |
| Чоловіки | 358     | 69                 | 258              | 31                   |
| Жінки    | 349     | 70                 | 204              | 75                   |
| Разом    | 707     | 139                | 462              | 106                  |